# Il-Ballut tal-Wardija
Il-Ballut tal-Wardija este o arie protejată (arie specială de conservare — SAC, sit de importanță comunitară — SCI) din Malta întinsă pe o suprafață de 20,37 ha, integral pe uscat.

## Localizare
Centrul sitului Il-Ballut tal-Wardija este situat la coordonatele 35°56′26″N 14°23′11″E / 35.9406°N 14.3863°E.

## Înființare
Situl Il-Ballut tal-Wardija a fost declarat sit de importanță comunitară în aprilie 2004 pentru a proteja 1 specie de plante. Situl a fost protejat și ca arie specială de conservare în decembrie 2016.

## Biodiversitate
Situată în ecoregiunea mediteraneană, aria protejată conține 5 habitate naturale: Iazuri temporare mediteraneene, Tufărișuri termo-mediteraneene și de pre-deșert, Păduri de Olea și Ceratonia, Păduri de Quercus ilex și Quercus rotundifolia, Păduri de pin mediteraneene cu pini mezogeni endemici.
La baza desemnării sitului se află o specie protejată de  plante: Elatine gussonei.